# Dolomite (Alabama)
Dolomite é uma comunidade não-incorporada situada no Condado de Jefferson, Alabama, Estados Unidos. Atualmente, boa parte dos bairros residências da comunidade situa-se dentro dos limites incorporados da cidade de Birmingham e boa parte de seu distrito comercial está situada dentro dos limites incorporados da cidade de Hueytown. O marco mais notável da comunidade é a Igreja Metodista Unida Belenense, que foi estabelecida em 1818, antes do Alabama ser admitido para a união dos Estados Unidos. O cemitério adjacente à igreja contém os túmulos de alguns pioneiros do condado de Jefferson, como James Tarrant, Mortimer Jordan e Isaac Wellington Sadler. A altitude média de Dolomite é 163 m.